# پیامدهای زیست‌محیطی کشاورزی

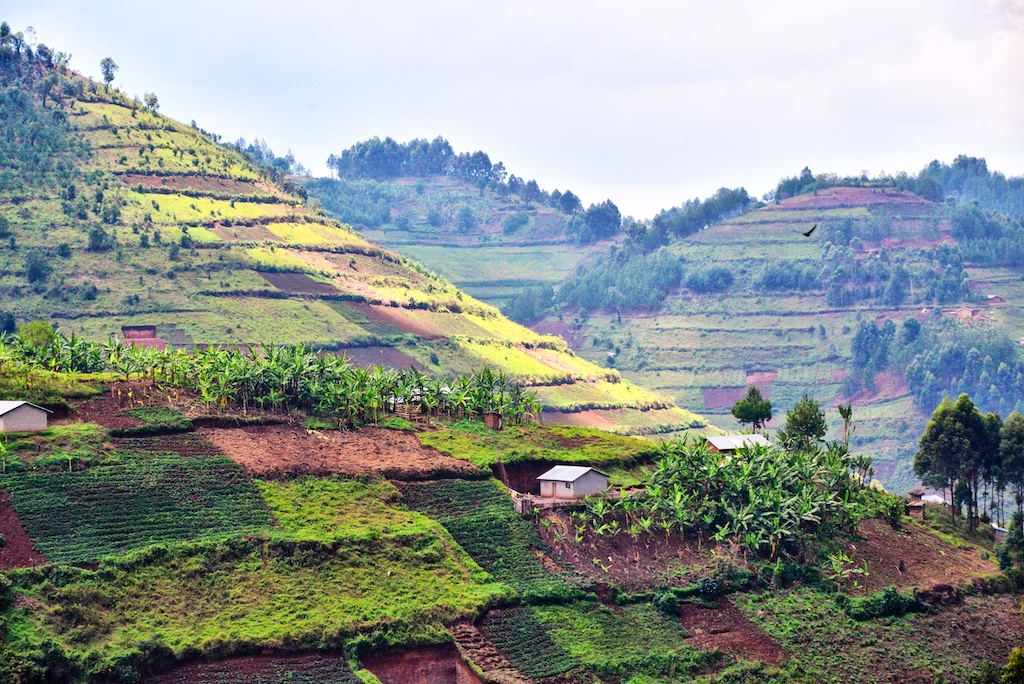
قطع درختان و فرسایش خاک

پیامدهای زیست‌محیطی کشاورزی بر اساس روش‌های مختلف و ابعاد کار کشاورزی تفاوت‌های زیادی دارند. جوامع کشاورزی که سعی در کاهش پیامدهای زیست‌محیطی از طریق اصلاح شیوه‌های کار خود دارند، شیوه‌های کشاورزی پایدار را انتخاب می‌کنند. تأثیرات منفی کشاورزی بر محیط زیست یک موضوع قدیمی است که حتی با طراحی ابزارهای نوآورانه برای کاهش تخریب و افزایش بهره‌وری زیست‌محیطی توسط کارشناسان همچنان یک نگرانی باقی مانده. اگرچه برخی از دامداری‌ها از نظر زیست‌محیطی مثبت عمل می‌کنند، اما در مورد کشاورزی، باید گفت که شیوه‌های کشاورزی با حیوانات، بیشتر از روش‌های مدرن و کشاورزی متمرکز، بر میوه‌ها، سبزیجات و سایر زیست‌توده‌ها، اثرات مخرب بر جای می‌گذارند. انتشار آمونیاک از ضایعات دام‌هایی چون گاوسانان همچنان نگرانی‌ها را در مورد آلودگی محیط زیست افزایش می‌دهند.
هنگام ارزیابی اثرات زیست‌محیطی، کارشناسان از دو نوع شاخص استفاده می‌کنند: «بر اساس وسایل/اهداف (به انگلیسی:means-based)» که بر اساس روش‌های تولید کشاورز است و «مبتنی بر اثر» که تأثیر روش‌های کشاورزی بر سیستم کشاورزی یا انتشار گازها در محیط زیست است. نمونه‌ای از شاخص‌های مبتنی بر وسایل/اهداف، کیفیت آب‌های زیرزمینی است که تحت تأثیر مقدار نیتروژن اعمال شده به خاک است. شاخصی که منعکس کننده از دست دادن نیترات به آب‌های زیرزمینی است، نمونه ای ای از شاخص مبتی بر اساس اثر است. ارزیابی مبتنی بر اساس وسایل/اهداف به شیوه‌های کشاورزی کشاورزان می‌پردازد، و ارزیابی مبتنی بر اثر، اثرات واقعی سیستم کشاورزی را در نظر می‌گیرد. به عنوان مثال، تجزیه و تحلیل هدف/وسایل محور ممکن است به آفت‌کش‌ها و روش‌های کوددهی که کشاورزان استفاده می‌کنند نگاه کند، و تجزیه و تحلیل مبتنی بر اثر میزان CO2 منتشر شده یا محتوای نیتروژن خاک را در نظر گیرد.
تأثیرات زیست‌محیطی کشاورزی شامل تأثیراتی بر عواملی مختلف چون خاک، آب، هوا، حیوانات و انواع خاک، مردم، گیاهان و خود غذا می‌باشد. کشاورزی به تعدادی از مسائل زیست‌محیطی بزرگتر کمک می‌کند که باعث تخریب محیط زیست می‌شود، از جمله: تغییرات آب و هوا، جنگل زدایی، از بین رفتن تنوع زیستی، مناطق مرده، مهندسی ژنتیک، مشکلات آبیاری، آلاینده‌ها، تخریب خاک، و زباله. به دلیل اهمیت کشاورزی برای سیستم‌های اجتماعی و زیست‌محیطی جهانی، جامعه بین‌المللی متعهد به افزایش پایداری تولید غذا به عنوان بخشی از هدف توسعه پایدار ۲ سازمان ملل متحد: «پایان دادن به گرسنگی» شده و دستیابی به امنیت غذایی و تغذیه بهبود یافته و ترویج کشاورزی پایدار شده‌است. گزارش برنامه محیط زیست سازمان ملل متحد در سال ۲۰۲۱ میلادی «ایجاد صلح با طبیعت»، کشاورزی را هم به عنوان یک محرک و هم به عنوان یک صنعت در معرض خطر تخریب محیط زیست برجسته کرد.